# 德麟
德麟（？—1854年），李佳氏，清朝軍事將領。漢軍正紅旗人，武進士出身。
道光十一年（1831年），武舉中試；道光十五年，登壬辰恩科武進士，授漢三等侍衛。道光二十一年，授一等侍衛。道光二十二年，授福建邵武城守右營都司。道光二十八年，任福建福寧鎮遊擊。